# Влажен климат
Влажен климат е климат с излишно овлажняване, при който получаваното количество слънчева топлина е недостатъчно за изпаряването на влагата, постъпваща във вид на валежи. Излишната вода се отстранява чрез повърхностен отток на ручеи и реки. Различават се два вида хумиден климат: полярен – при наличие на вечно замръзнала почва и отсъствие на подземно (грунтово) подхранване на повърхностните води; тропичен (фреатичен) – с частично попиване на валежите в почвата и наличието на грунтово подхранване. За хумидния тип климат е типична горската растителност, която във високите ширини поради недостатъчната слънчева топлина се сменя с тундра. Терминът хумиден климат е предложен от германския географ Албрехт Пенк при разработената от него геоморфоложка класификация на климатите.